# Jonedovo lemma
V matematice je Jonedovo lemma pravděpodobně nejdůležitějším výsledkem v teorii kategorií. Je to abstraktní tvrzení o funktorech druhu morfismy do daného objektu. Jde o značné zobecnění Cayleyho věty z teorie grup (pokud se grupa vezme jako miniaturní kategorie pouze s jedním objektem a pouze isomorfismy). Umožňuje vnoření libovolné kategorie do kategorie funktorů (kontravariantních funktorů nad množinami) definovaných nad touto kategorií. Také objasňuje, jak se vnořená kategorie reprezentovatelných funktorů a jejich přirozených transformací chová ve vztahu k ostatním objektům v celé kategorii funktorů. Jde o důležitý nástroj, který stojí za mnoha moderními výsledky v algebraické geometrii a teorii reprezentace. Je pojmenováno po Nobuovi Jonedovi (anglicky psáno Yoneda).

## Obecniny
Jonedovo lemma naznačuje, že místo zkoumání (lokálně malé) kategorie {\displaystyle {\mathcal {C}}} by se měla studovat kategorie všech funktorů z {\displaystyle {\mathcal {C}}} do {\displaystyle \mathbf {Set} } (kategorie množin s funkcemi jako svými morfismy). Kategorie Set je považována za veskrze dobře pochopenou kategorii a funktor z {\displaystyle {\mathcal {C}}} do {\displaystyle \mathbf {Set} } je možné chápat jako „reprezentaci“ {\displaystyle {\mathcal {C}}} pomocí známých struktur. Původní kategorie {\displaystyle {\mathcal {C}}} je v této kategorii obsažena, ale spolu s ní se zde objevují nové objekty, které v {\displaystyle {\mathcal {C}}} chyběly či byly „skryté“. Práce s těmito objekty často sjednocuje a zjednodušuje postup.
Tento přístup je podobný (a ve skutečnosti je zobecněním) běžnému způsobu studia okruhů zkoumáním jejich modulů. Okruh nahradí kategorie {\displaystyle {\mathcal {C}}} a moduly nad tímto okruhem nahradí kategorie funktorů definovaných na {\displaystyle {\mathcal {C}}}.

## Formální znění
Jonedovo lemma se týká funktorů z dané kategorie {\displaystyle {\mathcal {C}}} do kategorie množin, {\displaystyle \mathbf {Set} }. Je-li {\displaystyle {\mathcal {C}}} lokálně malá kategorie (tj. hom-sady jsou skutečně množiny, nikoliv vlastní třídy), pak každý objekt {\displaystyle A} z {\displaystyle {\mathcal {C}}} dává vzniknout přirozenému funktoru do {\displaystyle \mathbf {Set} }, zvanému hom-funktor. Tento funktor se značí:
{\displaystyle h^{A}=\mathrm {Hom} (A,-)} .
Tento (kovariantní) hom-funktor {\displaystyle h^{A}} zobrazí {\displaystyle X} do množiny morfismů {\displaystyle \mathrm {Hom} (A,X)} a morfismus {\displaystyle f\colon X\to Y} na morfismus {\displaystyle f\circ -} (složení s {\displaystyle f} vlevo), který zobrazuje morfismus {\displaystyle g} v {\displaystyle \mathrm {Hom} (A,X)} na morfismus {\displaystyle f\circ g} v {\displaystyle \mathrm {Hom} (A,Y)} . Konkrétně,
{\displaystyle h^{A}(f)=\mathrm {Hom} (A,f){\mbox{, neboli}}}
{\displaystyle h^{A}(f)(g)=f\circ g} .

Nechť je {\displaystyle F} libovolný funktor z {\displaystyle {\mathcal {C}}} do {\displaystyle \mathbf {Set} } . Pak Jonedovo lemma říká, že: 
Pro každý objekt {\displaystyle A} z {\displaystyle {\mathcal {C}}} jsou přirozené transformace {\displaystyle \operatorname {Nat} \left(h^{A},F\right)\equiv \operatorname {Hom} \left(\operatorname {Hom} \left(A,-\right),F\right)} z {\displaystyle h^{A}} do {\displaystyle F} ve vzájemně jednoznačné korespondenci s prvky {\displaystyle F(A)}, tedy:

{\displaystyle \operatorname {Hom} \left(\operatorname {Hom} \left(A,-\right),F\right)\cong F(A)}.

Tento isomorfismus je navíc přirozený v {\displaystyle A} i {\displaystyle F}, pokud obě strany vezmeme jako funktory z {\displaystyle {\mathcal {C}}\times {\textbf {Set}}^{\mathcal {C}}} do {\displaystyle {\textbf {Set}}}.

 Zápis {\displaystyle \mathbf {Set} ^{\mathcal {C}}} zde označuje kategorii funktorů z {\displaystyle {\mathcal {C}}} do {\displaystyle \mathbf {Set} } .
Máme-li přirozenou transformaci {\displaystyle \Phi } z {\displaystyle h^{A}} do {\displaystyle F}, odpovídající prvek {\displaystyle F(A)} je {\displaystyle u=\Phi _{A}(\mathrm {id} _{A})} ; dále máme-li prvek {\displaystyle u} z {\displaystyle F(A)}, odpovídající přirozenou transformaci dostaneme z {\displaystyle \Phi (f)=F(f)(u)} .

### Kontravariantní verze
Existuje kontravariantní verze Jonedova lemmatu, která se týká kontravariantních funktorů z {\displaystyle {\mathcal {C}}} do {\displaystyle \mathbf {Set} } . Tato verze zahrnuje kontravariantní hom-funktor
{\displaystyle h_{A}=\mathrm {Hom} (-,A),}
který zobrazuje {\displaystyle X} na hom-sadu {\displaystyle \mathrm {Hom} (X,A)} . Pro libovolný kontravariantní funktor {\displaystyle G} z {\displaystyle {\mathcal {C}}} do {\displaystyle \mathbf {Set} } Jonedovo lemma říká, že
{\displaystyle \mathrm {Nat} (h_{A},G)\cong G(A).}

### Ustálené názvosloví
Použití {\displaystyle h^{A}} pro kovariantní hom-funktor a {\displaystyle h_{A}} pro kontravariantní hom-funktor není zcela standardní. Mnoho textů a článků používá přesně opačné značení nebo úplně jiné symboly. Poslední moderní texty algebraické geometrie počínaje zakladatelskou EGA Alexandra Grothendiecka ovšem používají stejnou konvenci jako tento článek. 
Mnemotechnické „padání do něčeho“ může být užitečné pro zapamatování, že {\displaystyle h_{A}} je kontravariantní hom-funktor. Když písmeno {\displaystyle A} klesá (je použito jako dolní index), {\displaystyle h_{A}} přiřadí k objektu {\displaystyle X} morfismy z {\displaystyle X} do {\displaystyle A} .

### Důkaz
Důkaz Jonedova lemmatu je vystižen následujícím komutativním diagramem:
Tento diagram ukazuje, že přirozená transformace {\displaystyle \Phi } je zcela určena {\displaystyle \Phi _{A}(\mathrm {id} _{A})=u}, protože pro každý morfismus {\displaystyle f\colon A\to X} máme
{\displaystyle \Phi _{X}(f)=(Ff)u} .
Navíc jakýkoli prvek {\displaystyle u\in F(A)} tímto způsobem definuje přirozenou transformaci. Důkaz v kontravariantním případě je zcela analogický.

### Jonedovo vnoření
Důležitým zvláštním případem Jonedova lemmatu je, když je funktor {\displaystyle F} z {\displaystyle {\mathcal {C}}} do {\displaystyle \mathbf {Set} } dalším hom-funktorem {\displaystyle h^{B}} . V tomto případě kovariantní verze Jonedova lemmatu říká, že
{\displaystyle \mathrm {Nat} (h^{A},h^{B})\cong \mathrm {Hom} (B,A).}
Tedy že přirozené transformace mezi hom-funktory jsou ve vzájemně jednoznačné korespondenci s morfismy (v opačném směru) mezi přidruženými objekty. Máme-li morfismus {\displaystyle f\colon B\to A}, přidružená přirozená transformace se značí {\displaystyle \mathrm {Hom} (f,-)} .
Pokud zobrazíme každý objekt {\displaystyle A} v {\displaystyle {\mathcal {C}}} na přidružený hom-funktor {\displaystyle h^{A}=\mathrm {Hom} (A,-)} a každý morfismus {\displaystyle f\colon B\to A} na odpovídající přirozenou transformaci {\displaystyle \mathrm {Hom} (f,-)}, určíme tím kontravariantní funktor {\displaystyle h^{-}} z {\displaystyle {\mathcal {C}}} do {\displaystyle \mathbf {Set} ^{\mathcal {C}}}, kategorie funktorů všech (kovariantních) funktorů z {\displaystyle {\mathcal {C}}} do {\displaystyle \mathbf {Set} } . {\displaystyle h^{-}} se dá interpretovat jako kovariantní funktor :
{\displaystyle h^{-}\colon {\mathcal {C}}^{\text{op}}\to \mathbf {Set} ^{\mathcal {C}}.}
Význam Jonedova lemmatu za těchto okolností je, že funktor {\displaystyle h^{-}} je plně věrný, a proto určuje vnoření {\displaystyle {\mathcal {C}}^{\mathrm {op} }} do kategorie funktorů do {\displaystyle \mathbf {Set} } . Sada všech funktorů {\displaystyle \{h^{A}|A\in C\}} je podkategorií {\displaystyle \mathbf {Set} ^{\mathcal {C}}} . Z Jonedova vnoření tedy vyplývá, že kategorie {\displaystyle {\mathcal {C}}^{\mathrm {op} }} je izomorfní ke kategorii {\displaystyle \{h^{A}|A\in C\}} .
Kontravariantní verze Jonedova lemmatu říká, že
{\displaystyle \mathrm {Nat} (h_{A},h_{B})\cong \mathrm {Hom} (A,B).}
Proto {\displaystyle h_{-}} dává vzniknout kovariantnímu funktoru z {\displaystyle {\mathcal {C}}} do kategorie kontravariantních funktorů do {\displaystyle \mathbf {Set} } :
{\displaystyle h_{-}\colon {\mathcal {C}}\to \mathbf {Set} ^{{\mathcal {C}}^{\mathrm {op} }}.}
Jonedovo lemma pak říká, že každá lokálně malá kategorie {\displaystyle {\mathcal {C}}} může být vnořena do kategorie kontravariantních funktorů z {\displaystyle {\mathcal {C}}} do {\displaystyle \mathbf {Set} } skrz {\displaystyle h_{-}} . Tomuto se říká Jonedovo vnoření.
Jonedovo vnoření je někdy označováno znakem よ, což je kana v rámci písma Hiragana, Jo. 

### Reprezentovatelný funktor
Jonedovo vnoření v zásadě uvádí, že pro každou (lokálně malou) kategorii mohou být objekty v této kategorii reprezentovány pomocí předsvazků, a to plně a věrně. Jinými slovy,
{\displaystyle \mathrm {Nat} (h_{A},P)\cong P(A).}
pro nějaký předsvazek P. Mnoho běžných kategorií jsou ve skutečnosti předsvazky, ba po důkladnějším prozkoumání dokonce svazky, a jelikož takové případy mají obvykle topologickou povahu, lze je obecně považovat za toposy. Jonedovo lemma pak představuje nástroj, pomocí něhož lze topologickou strukturu kategorií zkoumat.

### Z hlediska (ko)koncového kalkulu
Pro dvě kategorie {\displaystyle \mathbf {C} } a {\displaystyle \mathbf {D} } se dvěma funktory {\displaystyle F,G:\mathbf {C} \to \mathbf {D} } lze přirozené transformace mezi nimi zapsat jako následující konec:
{\displaystyle \mathrm {Nat} (F,G)=\int _{c\in \mathbf {C} }\mathrm {D} (Fc,Gc)}
Pro všechny funktory {\displaystyle K\colon \mathbf {C} ^{op}\to \mathbf {Sets} } a {\displaystyle H\colon \mathbf {C} \to \mathbf {Sets} } jsou následující vzorce jiná znění Jonedova lemmatu.
{\displaystyle K\cong \int ^{c\in \mathbf {C} }Kc\times \mathbf {C} (-,c),\qquad K\cong \int _{c\in \mathbf {C} }Kc^{\mathbf {C} (c,-)},}
{\displaystyle H\cong \int ^{c\in \mathbf {C} }Hc\times \mathbf {C} (c,-),\qquad H\cong \int _{c\in \mathbf {C} }Hc^{\mathbf {C} (-,c)}.}

## Preaditivní kategorie, okruhy a moduly
Preaditivní kategorie je kategorie, v které sady morfismů tvoří abelovské grupy a skládání morfismů je bilineární; příkladem jsou kategorie abelovských grup nebo modulů. V preaditivní kategorii existuje jak „násobení“, tak „sčítání“ morfismů, a proto jsou preaditivní kategorie vnímány jako zobecnění okruhů. Okruhy jsou preaditivní kategorie s jedním objektem.
Jonedovo lemma je pravdivé i pro preaditivní kategorie, pokud si jako rozšíření zvolíme kategorii aditivních kontravariantních funktorů z původní kategorie do kategorie abelovských grup. Jedná se o funktory, které jsou kompatibilní se sčítáním morfismů, a lze je brát jako základ kategorie modulů nad původní kategorií. Jonedovo lemma pak poskytuje přirozený recept, jak zvětšit preaditivní kategorii tak, aby tato zvětšená verze zůstala preaditivní – ve skutečnosti je zvětšená verze abelovskou kategorií, což je mnohem silnější vlastnost. V případě okruhu {\displaystyle R} je rozšířená kategorie kategorií všech pravých {\displaystyle R}-modulů a znění Jonedova lemmatu se redukuje na známý isomorfismus:
{\displaystyle M\cong \mathrm {Hom} _{R}(R,M)}    pro všechny pravé {\displaystyle R}-moduly {\displaystyle M}.

## Vztah ke Cayleyově větě
Jak bylo uvedeno výše, Jonedovo lemma může být považováno za značné zobecnění Cayleyovy věty z teorie grup. Aby to bylo zřejmé, nechť je {\displaystyle {\mathcal {C}}} kategorie s jediným objektem {\displaystyle *} s tím, že každý morfismus je izomorfismus (tj. grupoid s jediným objektem). Pak {\displaystyle G=\mathrm {Hom} _{\mathcal {C}}(*,*)} tvoří grupu pod operací skládání a jakoukoli grupu lze tímto způsobem realizovat jako kategorii.
V tomto kontextu kovariantní funktor {\displaystyle {\mathcal {C}}\to \mathbf {Set} } sestává z množiny {\displaystyle X} a grupového homomorfismu {\displaystyle G\to \mathrm {S} _{|X|}}, kde {\displaystyle \mathrm {S} _{|X|}} je grupa permutací {\displaystyle X}; čili {\displaystyle X} je G-sada . Přirozená transformace mezi takovými funktory je to samé jako ekvivariantní zobrazení mezi {\displaystyle G}-sadami: množinová funkce {\displaystyle \alpha \colon X\to Y} s tou vlastností, že {\displaystyle \alpha (g\cdot x)=g\cdot \alpha (x)} pro všechna {\displaystyle g} v {\displaystyle G} a {\displaystyle x} v {\displaystyle X}. (Na levé straně rovnice {\displaystyle \cdot } označuje akci {\displaystyle G} na {\displaystyle X} a na pravé straně akci na {\displaystyle Y}.)
Nyní, kovariantní hom-funktor {\displaystyle \mathrm {Hom} _{\mathcal {C}}(*,-)} odpovídá akci {\displaystyle G} na sobě samé podle násobení vlevo (kontravariantní verze odpovídá násobení vpravo). Jonedovo lemma pro {\displaystyle F=\mathrm {Hom} _{\mathcal {C}}(*,-)} říká, že
{\displaystyle \mathrm {Nat} (\mathrm {Hom} _{\mathcal {C}}(*,-),\mathrm {Hom} _{\mathcal {C}}(*,-))\cong \mathrm {Hom} _{\mathcal {C}}(*,*)} ,
to jest, ekvivariantní zobrazení z této {\displaystyle G}-sady na sebe jsou v bijekci s {\displaystyle G}. Jde si však povšimnout, že a) tato zobrazení tvoří grupu podle skládání, což je podgrupa {\displaystyle \mathrm {S} _{|G|}} a b) funkce, která tuto bijekci určuje, je grupový homomorfismus. (V opačném směru každé {\displaystyle g} v {\displaystyle G} odpovídá ekvivariantnímu zobrazení násobení vpravo podle {\displaystyle g}.) Takže {\displaystyle G} je izomorfní k nějaké podgrupě {\displaystyle \mathrm {S} _{|G|}}, což je přesné znění Cayleyovy věty.

## Historie
Jošiki Kinošita v roce 1996 řekl, že termín „Jonedovo lemma“ začal používat Saunders Mac Lane po rozhovoru s Jonedou.